# Anders Eldebrink
Anders Eldebrink (Morjärv, 11 dicembre 1960) è un allenatore di hockey su ghiaccio ed ex hockeista su ghiaccio svedese professionista. È fratello minore del giavellottista  Kenth Eldebrink. È zio delle gemelle cestiste Frida e Elin.

## Palmarès

### Elitserien
- Campione di Svezia: 1984-1985 (Södertälje SK)
- MVP del Campionato "Guldhjälmen": 1987-88; 1988-89
- Miglior giocatore "Guldpucken": 1984-85
- Difensore con il maggior numero di Punti:  1989-90

### Nationalliga A
- Campione Svizzero: 1992-93 (EHC Kloten); 1993-94 (EHC Kloten); 1994-95 (EHC Kloten)
- All-Star Team: 1993-94
- Difensore con il maggior numero di Punti: 1990-91; 1991-92; 1992-93; 1993-94
- Difensore con il maggior numero di Assist:  1992-93; 1993-94

### Olimpiadi
- Bronzo: Calgary 1988 (Roster Svezia)

### Campionato mondiale IIHF
- Oro: 1987 (Roster Svezia)
- Argento: 1981 (Roster Svezia); 1986 (Roster Svezia); 1990 (Roster Svezia)
- All-Star Team: 1989

### Canada Cup
- Finalista: 1984 (Roster Svezia)